# Kraljevice
Kraljevice su naseljeno mjesto u općini Travnik, Federacija Bosne i Hercegovine, BiH.

## Stanovništvo

### 1991.
Nacionalni sastav stanovništva 1991. godine, bio je sljedeći:
ukupno: 173
- Hrvati - 167
- Jugoslaveni - 6

### 2013.
Nacionalni sastav stanovništva 2013. godine, bio je sljedeći:
ukupno: 171
- Hrvati - 170
- ostali, neopredijeljeni i nepoznato - 1

## Spomenici
U Kraljevicama je spomenika poginulim hrvatskim braniteljima "Križ nade poginulim hrvatskim braniteljima, policajcima i civilnim žrtavama rata i poraća". Izradio ga je akademski kipar iz Novog Travnika Zdenko Jurišić. Otkrili su ga sinovi poginulih hrvatskih branitelja Kraljevica, a posvetio ga je don Donald Marković, vojni kapelan za Središnju Bosnu. Na spomeniku su imena Hrvata iz sela Kraljevice i susjednim Kokošara, Vidoševića, Šipovika i Prića, koji su poginuli tijekom Domovinskog rata: 29 pripadnika HVO-a te 10 civila hrvatske nacionalnosti stradalih u razdoblju od 1991. do 1998. godine. Među tih 10 civila su imena trojice Hrvata (Fabijana Babića, Jure Jelonjića i Perice Bilića), povratnika koji su ubijeni u terorističkim napadima jer su bili Hrvati, povratnici u Travniku. Do danas nitko nije odgovarao za njihova ubojstva.